# Obârșie (hidrologie)

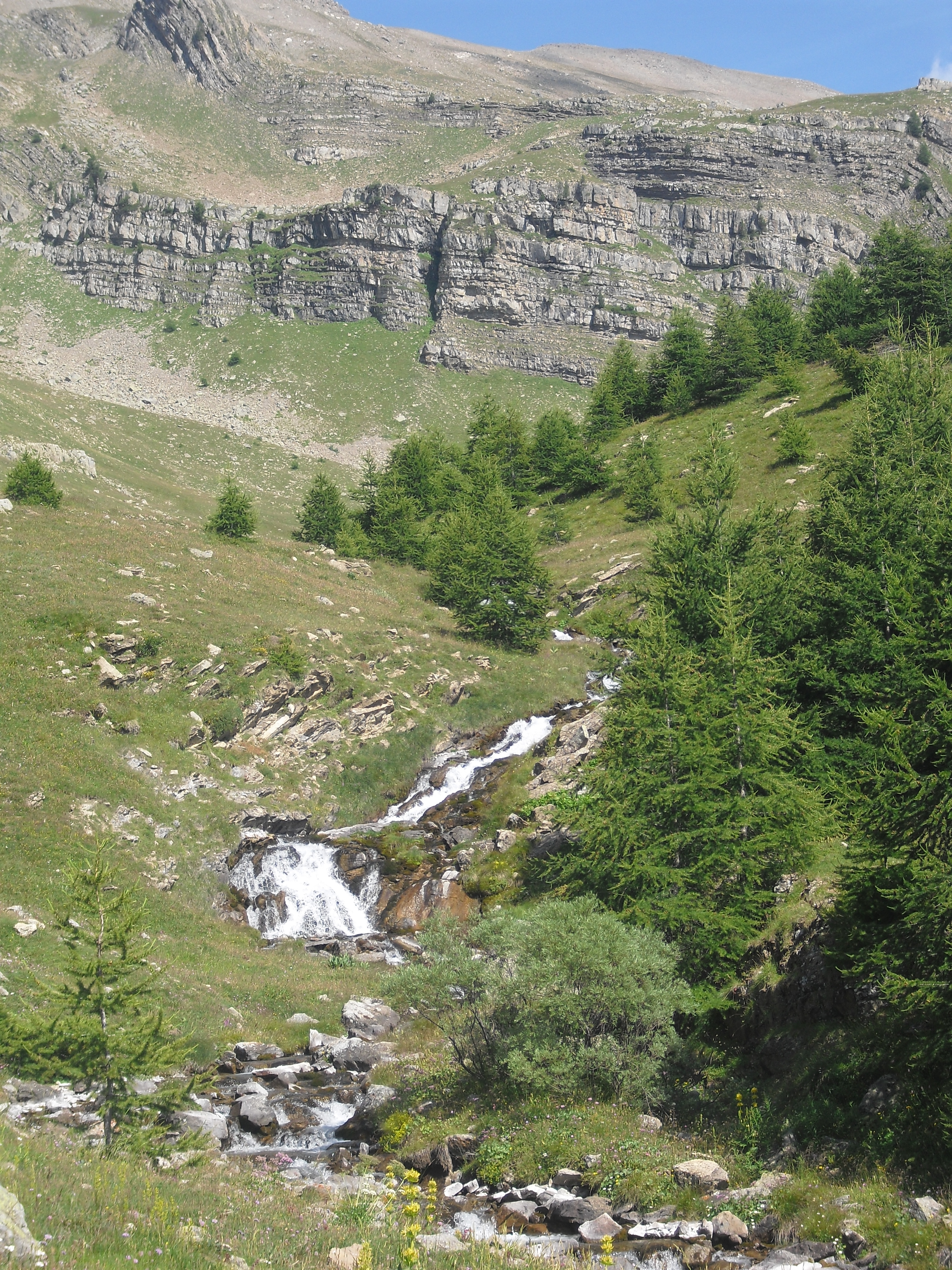
Obârşia unui torent

Obârșia este o regiune aferentă unui râu, vale sau torent. Obârșia râului reprezintă locul de formare a bazinului hidrografic. Obârșia torentului reprezintă regiunea lui superioară, caracterizată prin pante pronunțate și profil sub formă de căldare.

## Legături externe
- „obârșie” la DEX online